# Venezillo macrosoma
Venezillo macrosoma är en kräftdjursart som beskrevs av Stanley B. Mulaik 1960. Venezillo macrosoma ingår i släktet Venezillo och familjen Armadillidae. Inga underarter finns listade i Catalogue of Life.